# Giura (dipartimento)
Il Giura (in francese Jura, IPA: /ʒy.ʁa/) è un dipartimento francese della Borgogna-Franca Contea.
Il territorio del dipartimento confina con i dipartimenti di Alta Saona, Doubs, Côte-d'Or, Saona e Loira e Ain; esso confina inoltre con la Svizzera (cantone Vaud).
Il dipartimento è stato creato dopo la Rivoluzione francese, il 4 marzo del 1790, in applicazione della legge del 22 dicembre del 1789, a partire dal territorio della provincia della Franca Contea.
Le principali città, oltre al capoluogo Lons-le-Saunier, sono Dole, Saint Claude, Champagnole e Morez.

## Storia
Il territorio del dipartimento è abitato a partire dal neolitico, in particolare dalle civiltà palafitticole dei laghi di Chalain e di Clairvaux-les-Lacs. A partire dal V secolo a.C. viene occupato da un popolo gallico, i Sequani. A seguito delle conquiste di Giulio Cesare, la civiltà gallo-romana si sviluppa essenzialmente a nord-ovest del fiume Ain, tra Lons-le-Saunier e Salins-les Bains da un lato e nella pianura agricola di Dole. Le invasioni germaniche successive indebolirono gli insediamenti gallo-romani creando un periodo di instabilità in cui vari regni alemanni, borgognoni e poi franchi tentarono di stabilirsi. È in questo periodo, nel IV e V secolo che il cristianesimo si introduce nel Giura con San Romano e San Lupicino. Nascono allora l'abbazia di Saint-Claude e l'abbazia di Baume-les-Messieurs e nel VII secolo l'abbazia di Château-Chalon.
Dopo un periodo travagliato (a causa di spedizioni guerriere dei Vichinghi e dei Saraceni) Rodolfo I si fa eleggere nel 888 re della "Borgogna giurana", che sarà collegata con l'Impero germanico: è la nascita dell'Alta Borgogna che viene eletta a contenta ereditaria da Ottone I Guglielmo di Borgogna nel 995: il Giura attuale è la parte meridionale di quel territorio che diverrà la Franca Contea.
Il Medioevo vede a partire dall'XI secolo la creazione dei feudi dei signori giurassiani dominare dai Chalon, ramo cadetto dei duchi di Borgogna che Jean de Chalon (1190-1267) soprannominato l'Antico o il Saggio, mette in primo piano. Vengono poi edificati numerosi castelli, come il Castello di Nozeroy, di Présilly e di Oliferne. Questi castelli saranno per la maggior parte demoliti nel corso delle guerre del XVI e XVII secolo.
Allo stesso tempo numerose fondazioni religiose vengono stabilite dai cistercensi, dai cluniacensi e dai certosini. Di dimensioni diverse, questi stabilimenti partecipano alla valorizzazione del territorio giurassiano, come l'abbazia di Notre-Dame d'Acey, l'abbazia di Balerne, o la certosa accanto alle antiche e potenti abbazie di Baume-les-Messieurs, di Château-Chalon o di Saint-Claude. La Rivoluzione chiuderà questi monasteri il più delle volte poco occupati: saranno venduti come "beni nazionali" e per gran parte demoliti
Lo Giura seguirà per anni il destino della Franca Contea annessa all'Impero germanico e successivamente al ducato di Borgogna dal 1318 al 1493. Un secolo più tardi, nel 1595, il re Enrico IV dichiara guerra alla Spagna e invade la Franca Contea, poi si ritira, ma le tensioni rimangono e sfociano con Luigi XIII e Richelieu con la guerra dei 10 anni, che devasta la regione tra il 1634 e il 1644. Nel 1674 Luigi XIV intraprende nuovamente la conquista della regione, che diventa definitivamente francese in seguito al trattato di Nimègue nel 1678. Nel XVII la Chiesa cattolica riorganizza la sua amministrazione e crea nel 1742 da diocesi di Saint-Claude, che sarà ridefinita dopo la Rivoluzione nel 1822, per coincidere con il dipartimento di Giura creato nel 1790.  É in quest'epoca Rouget de Lisle, nativo di Lons-les-Sauniers, compone e scrive "La Marsigliese".
La storia del dipartimento dello Giura si fonde dunque con la storia della Francia, con ad esempio le occupazioni straniere nel 1815 e 1871.

## Viticoltura
Il dipartimento possiede uno dei più piccoli vigneti francesi, con una superficie di circa 1850 ettari, ma tra i più variegati a livello di produzione vitivinicola. Rinomato i suoi vini bianchi, in particolare dall'autoctono Savagnin dai cui nasce il Vin Jaune, dalle caratteristiche note ossidative e che sosta almeno 6 anni e 3 mesi in botti scolme. Altro vino peculiare è il Macvin, un vino liquoroso ottenuto dall'addizione di marc du Jura a succo d'uva non fermentato, nonché il Vin de Paille (passito) e rossi ottenuti da vitigni come il Trousseau, il Poulsard, Pinot Noir e Gamay.